# Торчинов, Анатолий Созрикоевич
Анато́лий Созрико́евич Торчи́нов (1946, Чойбалсан — 1996) — генеральный директор Дальневосточного морского управления разведочного бурения. Впервые в мире создал флот по разведке месторождений нефти и газа в морских акваториях.

## Биография
Родился в 1946 году в городе Чойбалсане Монгольской Народной Республики.
Окончил Грозненский нефтяной институт, после чего был отправлен по распределению на Сахалин, где проработал всю свою жизнь. Работал в ВПО «Сахалиннефть». С 1978 года работал инженером и с февраля 1981 года — начальником инженерно-технической службы Дальневосточного морского управления разведочного бурения. Под руководством Анатолия Торчинова были открыты месторождения нефти и газа на шельфе острова Сахалин, на Камчатке, Мурманском шельфе, в Персидском заливе и во Вьетнаме.
В 1989 году ему было присвоено звание вице-адмирала флота.
Скончался в 1996 году после тяжёлой болезни и был похоронен в Москве.

## Память
- В честь Анатолия Торчинова названа улица во Владикавказе.
- С 1 января 1997 года имя А. С. Торчинова носит теплоход (ранее — «Пионер Охи»)[2], с 2002 года — траулер[3].
- В Южно-Сахалинске на здании Дальневосточного морского управления разведочного бурения (проспект Мира, № 424) установлена доска в память Анатолия Созрикоевича Торчинова.